# 范当根純
范当根純（はんとうこんじゅん、ベトナム語: Phạm Đăng Căn Thuần, 生年不詳 - 492年）は、チャンパ王国（林邑国）第3王朝の第4代国王（在位：480年 - 492年）。

## 生涯
『梁書』『南史』では扶南王子とするが、484年8月に扶南王カウンディニャー・ジャヤヴァルマンの朝貢の使者として南朝斉に遣わされたインド出身のバラモン・ナーガセーナによると、元はクシューラ（鳩酬羅、サンスクリット語: कुशूल, ラテン文字転写: Kushūla）という名の扶南出身の奴隷で、扶南を抜け出して凶逆な者と結び、先王を殺してチャンパの王位を簒奪したとされる。
491年に南朝斉へ遣使して金簟を献じ、武帝より都督縁海諸軍事・林邑王の位を賜った。翌492年、范陽邁2世の孫の范諸農に攻められて殺害された。

## 参考資料
- George Cœdès (May 1, 1968). The Indianized States of South-East Asia. University of Hawaii Press. ISBN 978-0824803681
- Bruce McFarland Lockhart; Kỳ Phương Trần (January 1, 2011). The Cham of Vietnam: History, Society and Art. National University of Singapore Press. ISBN 978-9971-69-459-3
- Geetesh Sharma (2010). Traces of Indian Culture in Vietnam. Rajkamal Prakashan. ISBN 978-8190540148
- 『南斉書』巻五十八 列伝第三十九 林邑国 扶南国
- 『梁書』巻五十四 列伝第四十八 林邑国
- 『南史』巻七十八 列伝第六十八 林邑国
- 『冊府元亀』巻九百六十三 封冊第一
- 『冊府元亀』巻九百六十八 朝貢第一